# Николай Теллалов
Николай Теллалов (Шаркан) е български писател, редактор, преводач и публицист.
Творбите му се отнасят към жанровете магически реализъм, научна фантастика, алтернативна история (фантастика) и твърда научна фантастика.

## Биография
Николай Христов Теллалов е роден на 28 юни 1967 година в град София, в семейството на военния летец Христо Теллалов (май 1942 – март 2000) и машинописката Теменужка Василева (декември 1944 – юни 2014). Има по-малък брат – Мирослав Теллалов. Природени братя (от страна на бащата) – Георги Теллалов (1977 г.) и Йордан Теллалов (1978 г.).
Като дете и юноша Николай живее в различни военни градчета на бившия СССР и бившата ГДР. Завършва средното си образование през 1984 г. в Украйна. След провалено кандидатстване за военен летец, влиза в казармата през 1985 г. и служи като свързочник. В периода 1987 – 1994 г., с няколко прекъсвания на студентството си, следва химия (инженерната специалност – органичен синтез и горива) във ВХТИ – София. От 1990 г. до 1997 г. работи в Института по полимери към БАН. До 2001 г. сменя редица професии и занимания, сред които – сценичен работник, дърводелец, строителен бояджия, пощальон, хлебар, продавач на книги и др.
От 2001 до 2005 г. е главен редактор и преводач в Издателска къща Квазар. Членува и участва в дейността на Клуба по фантастика и прогностика Иван Ефремов.
От 2010 г. се занимава активно с публицистична дейност и е в състава на редколегията на вестник Свободна мисъл, издание на Федерация на анархистите в България. От 2011 г. сътрудничи на списание „Осем“ със свои разкази, научни статии и есета.
Семеен, без деца.

### Творчество
Първата по-значителна творба на Теллалов е повестта-приказка „Девушка и Дракон“. За нея авторът казва: 
| „ | Поради това, че историята се отнасяше до руско-украинската действителност, повестта „Девушка и Дракон“ е съчинена на руски и не ми се вижда уместно да я превеждам на български. Руската повест сякаш отпуши в мен каналите на вдъхновението и аз вече бях готов да продължа, намерил своя си тематика, уникална до този момент в българската белетристика. | “ |

През 1998 г. (две години след написването) на българския пазар излиза първата книга на Теллалов Да пробудиш драконче. Осъществена е чрез издателство Светра, с подкрепата и под редакцията на Николай Светлев.

С Драконче, както е известна книжката сред читателите, започва сагата за драконите, развита и в следващите книги на автора: Царска заръка, Пълноземие и Слънце недосегаемо – четвъртата и последна част от змейския цикъл.
През 2007 г. се появява романът Десет на минус девета (10-9), в който основна тема е нанотехнологията, нейните измерения, области на приложение и бъдеще. Проблематиката причислява книгата към научната фантастика и се основава на множество изследвания в областта, като например труда на Ерик Дрекслер Engines of Creation. Редакционният екип на алманаха за фантастика и футурология „ФантАstika“ определи Десет на минус девета за Книгосъбитието на 2007 г., а електронното списание ShadowDance връчи приз на Теллалов за Автор на годината.

В края на 2007 г., в поредицата „Нова българска фантастика“, Аргус (издателство) представя сборника Ангели пазители (книга), който съдържа едноименния роман и 7 разказа, писани от Теллалов по различно време през годините. За романа, дал заглавие на сборника, Теллалов споделя: 
| „ | „Ангели пазители“ е фактически първото нещо, което започнах да пиша. Това беше през 1993, там някъде… Това е роман-модел, роман-картина. Която може да е вярна, а може и да не е...“ | “ |

. Книгата е включена в програмата на издателство „Аргус“ за насърчаване и развитие на съвременната българска литература.

## Произведения

### Романи
- Да пробудиш драконче – Издателство Светра, 1998 г.; ИК Квазар, 2001 г.; Човешката библиотека, 2009 г.
- Царска заръка – ИК Квазар, 2001 г.
- Пълноземие – ИК Квазар, 2003 г.
- Десет на минус девета (10-9) – Издателство Весела Люцканова, 2007 г.
- Ангели пазители, (роман и разкази) – Аргус (издателство), 2008 г.
- Слънце недосегаемо – Фондация Човешката библиотека, 2009 г.

### Повести и разкази
- Змейкиня
- Легенда за жестоките дракони
- Среща
- Слънце за зимнина
- Талисман на борда
- Животинчето
- Истината за Златната ябълка
- Монетата на Идун
- Кукувиче
- Небесни рудници
- Черно небе
- Короната на мравките
- Европолис: БИТАКЪТ
- Твърди криле

#### Разкази от сборника „Ангели пазители“
- Гривната
- Всичко коз!
- Щастливият шанс
- Контакт
- Войната на боговете
- Страшен съд за всеки
- Последен ден в неведение

### Участие в съвместни издания
- 2002 г. – „Змейкиня“ и „Среща“ в „Точка на пристигане“ (сборник), ИК Квазар
- 2002 г. – „Короната на мравките“ във „Вирт“ (антология), ИК Квазар
- 2002 г. – „Слънце за зимнина“ в „Таласъмия 2002“ (сборник), ИК Квазар
- 2003 г. – „Легенда за жестоките дракони“ в „Звяр незнаен“ (антология), Издателство Елф
- 2005 г. – „Щастливият шанс“ в Списание „Усури“
- 2006 г. – „Истината за Златната ябълка“ в „Знойни хоризонти“ (антология), Издателство Аргус
- 2008 г. – „Слънце недосегаемо“ (откъси) в „Български фантастични ВАЯНИЯ 2007“ (годишник), Издателство ЕГИ
- 2011 г. – „Сподели с ближния“ в Списание 8
- 2012 г. – „Гарантирано щастлив брак“ в Списание 8
- 2013 г. – „Животинчето“ в „Тринайсетте цвята на дъгата“ (антология), Човешката библиотека и Дружество на българските фантасти „Тера Фантазия“

## Признания
- 2000 г. – II място в класацията „Фантастична книга на десетилетието 1990 – 1999 г.“, за повестта Да пробудиш драконче.
- 2001 г. – I място в класацията „Фантастична книга на годината“, за романа Царска заръка.
- 2004 – 2005 г. романът Пълноземие е включен в учебната програма на United World College of The Adriatic – Италия.
- 12 април 2008 г. – Плакет за „Български автор на годината“, награда на ShadowDance
- 2011 г. – „Аметистова роза на въображението“ за особени постижения в научната фантастика.
- 2012 г. – Призова награда в конкурса на M-Tel Media Masters, раздел „Печатни медии“, за статията „Отпечатай си... къща“ в Списание 8.[1]

## Преводи

### От руски език
- „Вечерна беседа с господин посланика“ на Сергей Лукяненко, сп. „Вселена, наука и техника“, 2003.
- „Преговарящи“ на Сергей Лукяненко, сп. „Вселена, наука и техника“, 2003.
- „Елфическо семе“ на Андре Нортън и Мерседес Лаки, Издателство Елф, 2003.
- „Дървен меч, диамантен меч“ на Ник Перумов, Издателство ЕРА, 2004.
- „Не е време за дракони“ на Сергей Лукяненко, Ник Перумов, ИК Орфия, 2004.
- „Гибелта на боговете“ на Ник Перумов, Издателство ЕРА, 2004.
- „Тайните на Третия райх“ на Василий Веденеев, Издателство Дилок, 2006.
- „Вълкодав. Право на двубой“ на Мария Семьонова, ИК ИнфоДар, 2008.
- „Тайната история на човечеството“ на Виктор Потапов, Издателство Дилок, 2007.
- „Свят над пропаст“ на Олег Рой, Издателство Унискорп, 2009.
- „Епохата на мъртвите – Начало“ на Андрей Круз, „Е-Книга“, 2011.

### На руски език
- „Генератор реальностей“, „Исключение из Дарвина“ на Христо Пощаков; Сборник „Дневник кота с лимонадным именем“, М.: АЛЬФА-КНИГА, 2007.

## Изяви
- 11 юли 2007 г. – Програма „Хоризонт“, БНР, представяне на романа Десет на минус девета.
- 5 септември 2007 г. – Програма „Христо Ботев“ на БНР представя Десет на минус девета и нанотехнологиите в романа.
- 26 септември 2007 г. – Премиера на Десет на минус девета в книжарница Труд.
- 8 януари 2008 г. – Програма „Хоризонт“, БНР – представяне на сборника Ангели пазители.
- 20 май 2008 г. – Радио АЛМА МАТЕР Архив на оригинала от 2008-05-11 в Wayback Machine. – българска съвременна фантастика – тенденции и развитие.
- 3 януари 2013 г. – Програма „Христо Ботев“, БНР – Теллалов и неговата „Песимистична прогноза за ХХІ век“.
- 23 април 2013 г. – Програма „Хоризонт“, БНР – Фантастика... с Николай Теллалов